# Dominikia jesuita
Dominikia jesuita là một loài bọ cánh cứng trong họ Bostrichidae. Loài này được Fabricius miêu tả khoa học năm 1775.